# Władysław Pilecki (sportowiec)
Władysław Pilecki (ur. 30 maja 1955) – polski bokser, dwukrotny wicemistrz Polski.
Wystąpił w wadze koguciej (do 54 kg) na mistrzostwach Europy w 1979 w Kolonii, lecz przegrał pierwszą walkę w eliminacjach.
Był wicemistrzem Polski w wadze koguciej w 1979 i w wadze piórkowej (do 57 kg) w 1981 oraz brązowym medalistą w wadze koguciej w 1976.
W 1979 trzykrotnie wystąpił w meczach reprezentacji Polski, dwie walki wygrywając i jedną przegrywając.
Zwyciężył w Turnieju im. Feliksa Stamma w wadze koguciej w 1978.